# Universidad Autónoma de Occidente
La Universidad Autónoma de Occidente de Cali es una universidad privada, sujeta a inspección y vigilancia por medio de la Ley 1740 de 2014 y la ley 30 de 1992  del Ministerio de Educación de Colombia. Fundada en 1970 en la ciudad de Cali. En el año 1999 se terminó la construcción de su nueva sede ubicada en el barrio Bochalema, trasladándose a dicho lugar, en el sur de la ciudad. El 6 de septiembre de 2012 obtuvo su Acreditación institucional de alta calidad por parte del Consejo Nacional de Acreditación del Ministerio de Educación, distinción que tienen vigente 24 instituciones de educación superior de las 294 existentes en el país.
Ofrece programas de pregrado, especializaciones, maestrías y doctorados en modalidad presencial, virtual y combinada, que le permiten fortalecer su presencia a nivel regional. 
La Universidad se destaca por su alta inversión tecnológica y académica, reflejada en programas acreditados por alta calidad académica, nacional e internacionalmente. En investigación, cuenta con 75 Laboratorios y el 75% de su personal docente con título de Doctorados y Maestrías; 27 Grupos de Investigación, todos registrados en Colciencias.

## Historia
La Universidad fue fundada por once Estudiantes y Profesores de la desaparecida Universidad Tecnológica del Valle en 1969. Inició labores en un antiguo convento, al lado del Templo de San Francisco en el centro de la ciudad. Su primer rector fue May Ackerman, luego fue nombrado Álvaro Pío Valencia. En 1973 fue elegido Luis Pérez por el voto popular (por primera vez en Colombia en una universidad privada) de Estudiantes y Profesores, quien después de 50 años aún ostenta la rectoría. Tuvo otras sedes itinerantes hasta cuando se trasladó al barrio Champagnat. Inicialmente, tenía dos Facultades: Ingeniería y Economía y sólo ofrecía programas en horario nocturno. A partir de 1983 comenzó a ofrecer programas en horario diurno y en 1986 se constituyó la Facultad de Comunicación Social, con el programa de Comunicación Social - Periodismo, uno de los programas más representativos del alma mater.
En 1979 se creó el Fondo Pro-Sede, que buscaba recolectar dineros para construir una sede propia. Dicho fondo permitió que se adquiriera un lote de 60.000 metros cuadrados en las afueras de la ciudad, en el sector conocido como 'Valle del Lilí'. en 1996 se inició la construcción del nuevo Campus, el cual se entregó formalmente a la comunidad académica el 12 de julio de 1999. Dicho campus se caracterizó desde el principio por las innovaciones tecnológicas y la combinación de moderna infraestructura con amplios jardines, lagos y zonas verdes.
Buscando la consolidación académica, la Universidad obtiene Acreditaciones de Alta Calidad por parte del Ministerio de Educación Nacional; primero para el programa de Comunicación Social - Periodismo; seguidamente el programa de Economía y posteriormente obtiene la misma acreditación para los programas de Administración del Medio Ambiente y los Recursos Naturales, Ingeniería Industrial, Ingeniería Informática, Ingeniería Mecánica e Ingeniería Mecatrónica. Así mismo el programa de Comunicación Social - Periodismo recibió en el 2005 la Acreditación Internacional de la Sociedad Interamericana de Prensa
Desde 1993 la Universidad, a través de su Escuela de Posgrados ofrece Especializaciones y Maestrías, algunas de ellas en colaboración con instituciones como el Instituto de Derechos Humanos 'Bartolomé de las Casas' de la Universidad Carlos III de Madrid, España y la Universidad del Cauca.

### Escudo
Desde el inicio de la Universidad se identificó con un logotipo en forma de 'U', de color gris y dentro de él un triángulo y un círculo, describiendo de esa forma las iniciales de la institución. Posteriormente en 1971, se realizó un concurso entre los estudiantes de la Escuela de Dibujo Arquitectónico y el diseño ganador identificó a la Universidad hasta el año de 1978, cuando se diseñó el tercer logo, que con algunas variantes ha identificado desde entonces a la Universidad.

## Campus

### Valle del Lili

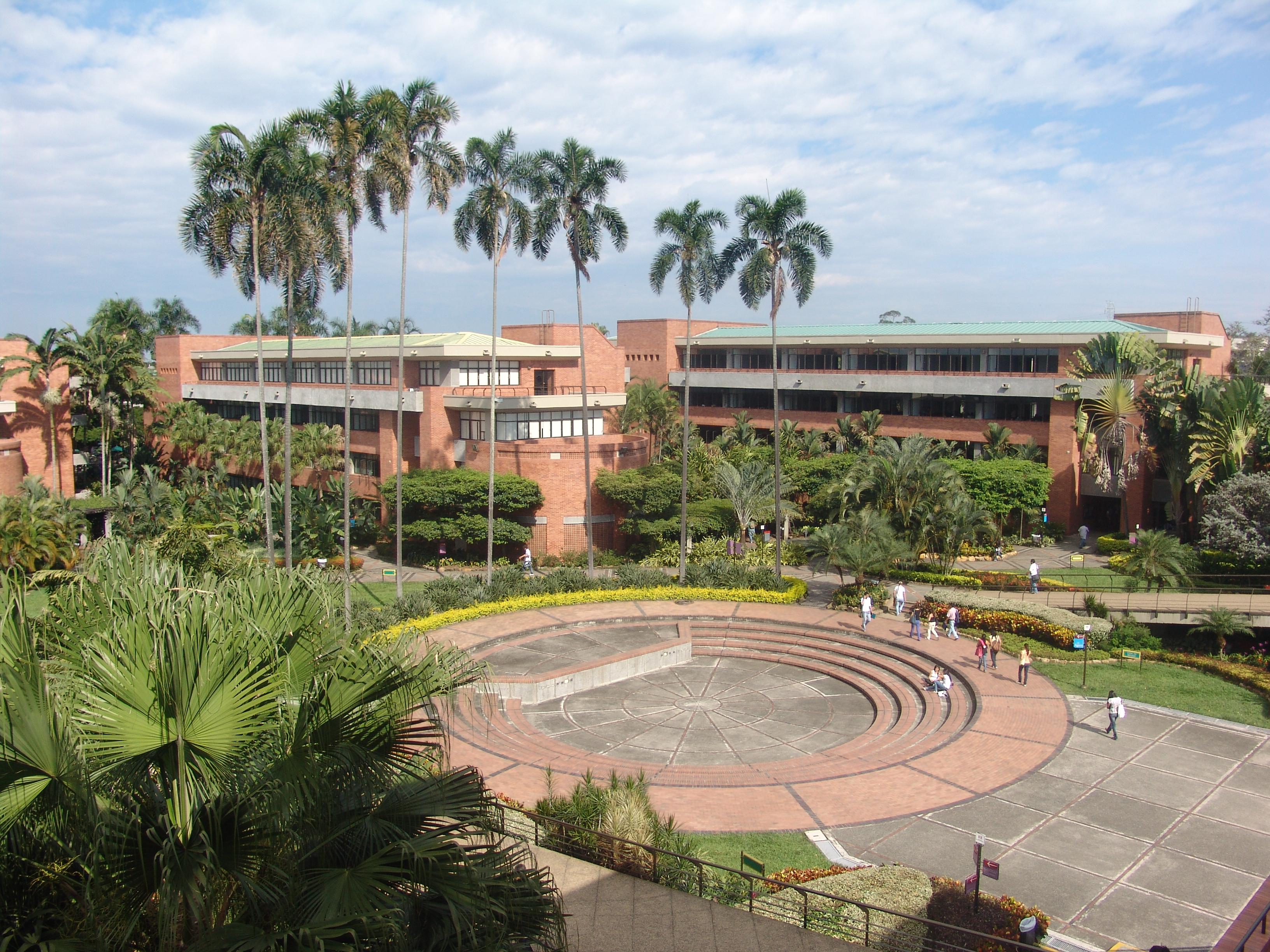
Ágora y Edificios de aulas de la Universidad Autónoma de Occidente

Construido en 1999, el campus de Valle del Lilí tiene una extensión de 111.816 metros cuadrados, distribuidos así:
- Edificio Central: Oficinas administrativas decanaturas, biblioteca y auditorios
- Laboratorios, salas de sistemas y estudios de televisión (ubicados en los sótanos)
- Plazoleta central (Ágora)
- Cuatro edificios de aulas de cuatro pisos cada uno y con un torreón o auditorio en cada piso
- Cafetería
- Edificio de Bienestar Universitario, con salones de música y baile, y oficinas administrativas
- Zona mixta: Canchas deportivas, planta
- Tratamiento de aguas y parqueaderos.
- CAFS: Centro de Actividad Física y Salud

### Infraestructura Tecnológica
La UAO se caracteriza por tener una infraestructura para la investigación y el desarrollo tecnológico moderna. Cuenta con laboratorios de ingeniería, química, robótica, finanzas, producción gráfica, multimedia y audiovisual.

## Facultades
- Facultad de Administración
- Facultad de Arquitectura, Urbanismo y Diseño
- Facultad de Comunicación Social, Humanidades y Artes
- Facultad de Ingeniería y Ciencias Básicas

## Programas Académicos

### Programas de Pregrado
SNIES 102078 - Administración Ambiental
SNIES  20127 - Administración de Empresas (Acreditado por Alta Calidad)
SNIES 20152 - Administración de Empresas (Dual)
SNIES 54405 - Cine y Comunicación Digital
SNIES 20128 - Comunicación Publicitaria (Acreditado por alta calidad)
SNIES 20106 - Comunicación Social – Periodismo (Acreditado por Alta Calidad)
SNIES 20109 - Contaduría Pública (Acreditado por alta calidad)
SNIES 20118 - Diseño de la Comunicación Gráfica (Acreditado por alta calidad)
SNIES 103338 - Diseño Industrial
SNIES 20107 - Economía (Acreditado por Alta Calidad)
SNIES 53485 - Ingeniería Ambiental (Acreditado por Alta Calidad)
SNIES 20151 - Ingeniería Biomédica (Acreditado por alta calidad)
SNIES 110368 - Ingeniería de Datos e Inteligencia Artificial
SNIES 20113 - Ingeniería Eléctrica
SNIES 55170 - Ingeniería Electrónica y Telecomunicaciones (Acreditado por Alta Calidad)
SNIES 20095 - Ingeniería Industrial (Acreditado por alta calidad)
SNIES 20115 - Ingeniería Informática (Acreditado por alta calidad)
SNIES 20096 - Ingeniería Mecánica (Acreditado por alta calidad)
SNIES 20104 - Ingeniería Mecatrónica (Acreditado por alta calidad)
SNIES 20146 - Ingeniería Multimedia
SNIES 20100 - Mercadeo Y Negocios Internacionales (Acreditado por alta calidad)

### Programas de Posgrado
SNIES 105180 - Doctorado en Ingeniería
SNIES 105927 - Doctorado en Regiones Sostenibles
SNIES 90793 - Maestría en Administración de Empresas
SNIES 102087 - Maestría en Ciencias Ambientales
SNIES 105767 - Maestría en Ingeniería de Desarrollo de Productos
SNIES 53941 - Maestría en Logística Integral
SNIES 103360 - Maestría en Mercadeo Estratégico
SNIES 105766 - Maestría en Sistemas Energéticos
SNIES 105139 - Especialización en Argumentación Jurídica
SNIES 20103 - Especialización en Automatización de Equipos y Procesos Industriales
SNIES 105556 - Especialización en Comercio Exterior
SNIES 106124 - Especialización en Comunicación Estratégica de Marca en Entornos Digitales
SNIES 20110 - Especialización en Comunicación Organizacional
SNIES 20148 - Especialización en Eficiencia Energética
SNIES 20123 - Especialización en Finanzas
SNIES 111401 - Especialización en Gerencia de Proyectos (Virtual)
SNIES 111402 - Especialización en Gerencia de Proyectos (Presencial)
SNIES 105671 - Especialización en Gerencia del Talento Humano
SNIES 20105 - Especialización en Gestión Ambiental (Modalidad Virtual)
SNIES 103913 - Especialización en Gestión de Normas Internacionales de Información Financiera
SNIES 20102 - Especialización en Higiene y Seguridad Industrial
SNIES 20122 - Especialización en Mercadeo
SNIES 91041 - Especialización en Seguridad Informática

### Tecnologías
La Universidad Autónoma de Occidente, a través de alianzas con los sectores público y privado, ofrece programas de educación superior a nivel técnico y tecnológico, en cuatro municipios del Valle del Cauca, apoyando la desconcentración de la oferta educativa en la región, uno de los programas de la denominada 'Revolución educativa' del Ministerio de Educación Nacional. 
SNIES 103359 - Tecnología en Diseño de Aplicaciones Móviles Y Web
SNIES 53477 - Tecnología en Gestión Contable y de Costos
SNIES 53476 - Tecnología en Gestión Empresarial
SNIES 102917 - Tecnología en Mercadeo y Ventas
SNIES 101746 - Tecnología en Procesos Agroindustriales
SNIES 103358 - Tecnología en Sistemas Electrónicos y de Automatización

## Medios de Comunicación

### UAO de la Semana
Informativo digital con periodicidad semanal que registra las actividades que van a realizarse durante la semana vigente a su publicación.

### Agencia de noticias
Web que alberga contenidos académicos digitales de impacto para la sociedad colombiana y es una fuente de consulta de información libre. La Agencia de Noticias genera contenidos sobre temas de interés a través de notas informativas, informes especiales, entrevistas, investigaciones y producciones audiovisuales desarrolladas con la comunidad científica, docentes y expertos de diferentes disciplinas sobre temas de impacto local, regional y nacional.

### Boletín digital Autónoma en Línea
Boletín digital en el que se publica información de interés para los colaboradores y docentes de la Universidad, como reconocimientos, eventos, actividades y logros institucionales, entre otros. Tiene una periodicidad mensual y se envía al correo electrónico institucional de dicho público.

### Boletín Soy Autónomo
Es un boletín digital en el que se publica información de interés para los egresados de la Universidad como reconocimientos, eventos, actividades, becas, ofertas laborales y logros institucionales, entre otros. 

### Boletines de facultades
Boletín digital de cada facultad de la Universidad, en el que se publica información de interés para los docentes de la Universidad como reconocimientos, eventos, actividades, logros de cada facultad e institucionales, y su quehacer de la Universidad en sus facetas académica, investigativa y de proyección social, entre otros. 
El medio busca que los docentes lo sientan cercano, se puedan identificar con él y se sientan reflejados, por ser exclusivo para ellos e incluir información interna. Tiene una periodicidad mensual y se envía al correo electrónico institucional de dicho público.

### Boletín La UAO en los medios
Boletín digital orientado a visibilizar la presencia de la Universidad, en sus facetas académica, investigativa y de proyección social, en los diversos medios de comunicación impresos, radiales, televisivos, digitales.
Tiene una periodicidad mensual y se envía al correo electrónico institucional de los estudiantes, colaboradores, docentes.

### Noticiero 90 Minutos
Desde el año 2000 La Universidad Autónoma de Occidente, en asociación con Procívica Televisión, dirigen y producen este noticiero regional, que origina desde el Campus Universitario y que tiene una trayectoria de 20 años en el canal regional Telepacífico y 84 empleados entre camarógrafos, presentadores, corresponsales, coordinador de archivo, equipo técnico, asistentes y conductores.19 Es un espacio consolidado en la franja de la 1:00 de la tarde (UTC-5), siendo históricamente el noticiero regional de mayor audiencia.

### Periódico El Giro
Publicación bimestral de la Facultad de Comunicación Social, que apoya las prácticas de los estudiantes dentro de la Electiva llamada 'Sala de Periodismo'.

### Programa Editorial
La sección de publicaciones apoya editorialmente el trabajo investigativo de los docentes de la Universidad, a través de libros y revistas como 'El Hombre y la Máquina' (Ingeniería), Cibionte (Humanidades) Economía y Administración, entre otras.

### Escuela de Monitores
La Escuela de Monitores de Logística  está conformada  por un grupo de  estudiantes de diferentes programas académicos de la Universidad, quienes apoyan  las labores logísticas y administrativas de la institución.

### Grupo Gescom
Gescom, Grupo de Estudiantes de Comunicación, es una plataforma de voluntariado universitario para la práctica en Comunicación que hace parte de la OGE, Organización de Grupos Estudiantiles de la Universidad. Desarrollan proyectos desde los énfasis profesionales de Periodismo, Comunicación Organizacional, Comunicación para el Desarrollo y Apoyo Gráfico (Diseñadores y Publicistas). Contando con diferentes proyectos audiovisuales como lo son Cultura TV, Punto G e Informate UAO. En lo radial el programa Panorama Universitario-

### ANEIAP
ANEIAP(Asociación Nacional de Estudiantes de Ingenierías: Industrial, Administrativa y de Producción), es una organización estudiantil creada con el fin de crear, impulsar y apoyar actividades y experiencias que propendan por el crecimiento y desarrollo integral de sus asociados. Actualmente ANEIAP se encuentra compuesta por 19 capítulos (Universidades) presentes en 10 ciudades del país.

### GAIA
GAIA (Grupo autónomo de ingenieros por el ambiente), es un grupo estudiantil interdisciplinario para estudiantes de la comunidad universitaria de la universidad autónoma de occidente. El objetivo del grupo es generar espacios de participación, realizando actividades que complemente la formación y enriquezcan la vida estudiantil de sus integrantes, buscando entender el panorama ambiental, con el fin de estimular y generar ideas de interés.
El grupo por medio de talleres, visitas, trabajo en equipo, apoyo en actividades de otras entidades de la Universidad, gestión estudiantil, incluso en actividades pensadas para la comunidad universitaria, ha hecho que sus miembros logren un enfoque con proyección socio-ambiental con el que la Universidad incentiva desde la academia y el ejemplo.
El grupo lleva aproximadamente 14 años, actualmente el grupo cuenta con 56 estudiantes de diferentes semestres y carreras, pensando en actividades para el grupo y para la comunidad universitaria.